# Fluchpsalmen

Initiale zu Psalm 69: Monster mit Vogelleib. Psalterium, Nordfrankreich, 13. Jahrhundert. Mainzer Kartause. Stadtbibliothek Mainz

Fluchpsalmen ist die traditionelle Bezeichnung für Gebete des biblischen Psalmenbuches, in denen der Beter in seiner äußersten Bedrängnis Gott um gewaltsame Vernichtung seiner Feinde anfleht. Der Begriff geht auf die magische Verwendung dieser Psalmen im mittelalterlichen Volksglauben zurück, wo sie zur Verfluchung persönlicher Feinde herangezogen wurden. Demgegenüber spricht die moderne Exegese von Feindpsalmen oder Vergeltungspsalmen.

## Beispiel
Psalm 58 (nach der Lutherbibel 1912)
Ein gülden Kleinod Davids, vorzusingen, daß er nicht umkäme.
Seid ihr denn stumm, daß ihr nicht reden wollt, was recht ist, und richten, was gleich ist, ihr Menschenkinder?
Ja, mutwillig tut ihr Unrecht im Lande und gehet stracks durch, mit euren Händen zu freveln.
Die Gottlosen sind verkehrt von Mutterschoß an; die Lügner irren von Mutterleib an.
Ihr Wüten ist gleichwie das Wüten einer Schlange, wie die taube Otter, die ihr Ohr zustopft,
Dass sie nicht höre die Stimme des Zauberers, des Beschwörers, der wohl beschwören kann.
Gott, zerbrich ihre Zähne in ihrem Maul; zerstoße, Herr, das Gebiß der jungen Löwen!
Sie werden zergehen wie Wasser, das dahinfließt. Sie zielen mit ihren Pfeilen; aber dieselben zerbrechen.
Sie vergehen wie die Schnecke verschmachtet; wie eine unzeitige Geburt eines Weibes sehen sie die Sonne nicht.
Ehe eure Dornen reif werden am Dornstrauch, wird sie ein Zorn so frisch wegreißen.
Der Gerechte wird sich freuen, wenn er solche Rache sieht, und wird seine Füße baden in des Gottlosen Blut,
Dass die Leute werden sagen: Der Gerechte wird ja seiner Frucht genießen; es ist ja noch Gott Richter auf Erden.

## Kontext
Die Fluchpsalmen sind redaktionell in unterschiedliche Zusammenhänge gesetzt, etwa in die Situation des verratenen Königs David, der Gott anfleht, ihm Recht zu verschaffen (Ps 54 ), oder auf der Flucht vor König Saul, der den Befehl zu Davids Tötung gegeben hatte (Ps 59 ), oder auf der Flucht vor den Nachstellungen anderer Feinde (Ps 7 ). Andere Psalmen zeigen den der Bedrängnis und dem Hass seiner Feinde preisgegebenen Beter (Ps 69 ), bzw. die Empörung gegenüber dem Schweigen Gottes angesichts der Taten der Frevler (Ps 109 ).

## Umfang
Obwohl keiner der biblischen Psalmen als ganzes ausschließlich das Gericht Gottes über die Feinde Gottes bzw. des Beters herabruft, werden einige Psalmen innerhalb der Gruppe der Klagepsalmen ausdrücklich als Fluchpsalmen bezeichnet. In dem insgesamt 2527 Verse umfassenden hebräischen Text des Psalmenbuchs lassen sich in engster Lesung 41 eindeutige Bitten des Beters an Gott zählen, strafend in von seinen Feinden verursachtes Leid einzugreifen. Dazu dürfen allerdings aufgrund des Sinnzusammenhang weitere Verse gerechnet werden, deren sprachliche Form als Wunsch bzw. Bitte im Hebräischen nicht von der Form einer Vertrauensaussage unterschieden werden kann. Solche Bitten enthalten in besonders großem Umfang die Psalmen Ps 58 , Ps 83  und Ps 109  sowie einzelne Verse von mindestens 16 weiteren Psalmen (etwa Ps 17 , Ps 69,23–29 , Ps 54,7 , Ps 137,7–9  und Ps 144,6 ).

## Geschichte
Bereits im 12. Jahrhundert kritisierte der Pariser Theologe Pierre le Chantre Fälle sogenannten „Totbetens“, bei dem Totenmessen für Lebende gelesen wurden, um diese möglichst bald sterben zu lassen. In gleicher Weise wurden auch Schriften der Bibel zum „Totbeten“ herangezogen, darunter in besonderer Weise der Psalter. Im späten 16. Jahrhundert berichtet Johann Weyer, Geistliche hätten sich „deß 108. Psalms [nach Zählung der Vulgata] als ein Schwartzkünstlerei und Verzauberung … gebraucht, der gewissen Meinung, wider welchen dise harten und schweren Wort gesprochen würden, daß derselbige als bald verderben und undergehen oder das Jar nit erleben müste …“. Diese magische Praxis ist bis ins 19. Jahrhundert nachzuweisen.

## Problematik
Von der Verwendung als Mittel zum Schadenzauber gegen persönliche Feinde abgesehen, wird inzwischen festgestellt, dass diese „Gewaltpsalmen“ bzw. die entsprechenden eifernden Verse und Gebete eine Reibung zur biblischen Ethik aufweisen, wie am jüdischen Gebot der Liebe zum Nächsten (Lev 19,18 ) und zum Fremden (Lev 19,33–34 ) und an Jesu Programm der Feindesliebe (Mt 5,43-48 ) ersichtlich. Daher sind sie schon früh als anstößig oder wenigstens besonders auslegungsbedürftig empfunden worden.
Bereits in vorchristlicher Zeit wandten sich hellenistische Philosophen gegen die Haltung jüdischer Texte zur Gewalt (siehe auch Gewalt in der Bibel). Einer der frühesten christlichen Systematiker, der später als Häretiker eingestufte Markion, lehnte unter anderem aus diesem Grund das gesamte Alte Testament ab. Augustinus und mit ihm andere Kirchenväter deuteten die „Feinde“, um deren Vernichtung Gott angerufen wird, allegorisch als moralisch verwerfliche Verhaltensweisen. Die spätere christliche Tradition hat diese Verse zuweilen als dunkle jüdische „Kontrastfolie“ gesehen, vor der die christliche Moral desto heller hervorleuchten sollte. Noch Luther hat den Psalm 108 (109) als Prophezeiung über das Schicksal Israels gedeutet, das sich in Judenverfolgungen selbst erfüllt habe: „Den Psalm aber hat David ym geist gemacht von Christo, wilcher redet den gantzen Psalmen ynn seiner eygen person widder Juda den verrheter und wider das gantze Jüdenthum, und verkündigt, wie es den selbigen gehen werde.“
Sowohl katholische als auch protestantische Theologen waren bestrebt, die fraglichen Stellen entweder aus der Gebetspraxis zu streichen oder sie durch verschiedene Deutungsansätze zu entschärfen. Oft geschah ein klares Umdenken in der Exegese jedoch erst nach der Shoa. Andere suchten den ganzen Psalter als Gebetsschatz Israels wie der Kirche festzuhalten.

## Tilgung aus dem katholischen Stundengebet
Die Fluchpsalmen wurden in besonderer Weise zum Problem, als das Zweite Vatikanische Konzil das zu einem großen Teil aus Psalmen bestehende Stundengebet aus einer reinen Klerikerliturgie wieder zur Gemeindeliturgie machen wollte und sich recht bald für die Verwendung der Volkssprachen in der Liturgie aussprach. Obwohl eine große Mehrheit der Konzilsväter sich für die Beibehaltung des vollständigen Psalters aussprach, setzte Papst Paul VI., der schon vor seiner Wahl zum Papst die Fluchpsalmen abgelehnt hatte, die Tilgung mehrerer Psalmen und etlicher einzelner anstößiger Verse kraft päpstlicher Autorität durch.
Die im Jahre 1971 erlassene Allgemeine Einführung in das Stundengebet schreibt dementsprechend vor:
„Die drei Psalmen 58 (57), 83 (82) und 109 (108), in denen der Fluchcharakter überwiegt, sind in das Psalterium des Stundengebetes nicht aufgenommen. Ebenso sind einzelne derartige Verse anderer Psalmen ausgelassen, was am Beginn jeweils vermerkt ist. Diese Textauslassungen erfolgten wegen gewisser psychologischer Schwierigkeiten, obwohl Fluchpsalmen sogar in der Frömmigkeitswelt des Neuen Testaments vorkommen (z. B. Offb 6,10) und in keiner Weise zum Verfluchen verleiten wollen.“ (AES § 131)
Seitdem sind diese genannten drei Psalmen nicht mehr Teil des allgemeinen Stundengebets, weitere 19 Psalmen sind verkürzt worden. Einzelne Ordensgemeinschaften, etwa manche Benediktinerklöster, beten aber nach wie vor den gesamten Psalter, ebenfalls einige Kirchen der Orthodoxie oder Teile der jüdischen Glaubensgemeinschaft.

## Theologische Diskussion
In der theologischen Diskussion wird bemerkt, dass die als anstößig empfundenen Verse die ganze Lebenswirklichkeit des Beters vor Gott bringen wollen, der nicht immer in abgeklärter frommer Ergebung das Lob Gottes singen könne, sondern der gerade in existentieller Bedrängnis von Gott nur ein sofortiges Ende der Gewalt erhoffe, ja fordere. Man dürfe den Vergewaltigten, Gepeinigten, nicht auch noch seines letzten Notschreis berauben.
„… für Gott ist es eine Wesensfrage, wie es mit der Welt und den Menschen steht; in seinem Eintreten für die Unterdrückten, in seinem Zorn gegen die Unterdrücker zeigt sich, ob er sein Wort hält und sich selbst treu bleibt. Nichts weniger als sein Gott-Sein steht auf dem Spiel, wenn die SprecherInnen der Psalmen ihn immer wieder mit den Worten anrufen: ,Um der Ehre deines Namens willen hilf uns, du Gott unseres Heils! Um deines Namens willen reiß uns heraus!’“
Ziel dieser Gebete sei nicht blinde Rache, sondern Gerechtigkeit; und auch dort nicht Vergeltung um jeden Preis; schließlich verzichte der Beter dieser Psalmen auf eigenes Handeln und stelle die Bestrafung der Täter Gott anheim – was den Weg zu Umkehr und Begnadigung des Täters offenhalte.
Nicht zuletzt beschäftigen sich Ansätze der Feministischen Theologie mit dem Umgang mit Gewalterfahrungen, wie er sich in diesen Psalmen artikuliert, und arbeiten mögliche Kontextualisierungen heraus, diese Texte in Solidarität mit den Opfern und in deren Namen zu sprechen.